# Szúri Birodalom
A Szúri Birodalmat egy afgán eredetű muszlim dinasztia, a Szúri hozta létre 1540-1556 között az indiai szubkontinensen. Fővárosa Delhi volt. Sér Sáh Szúri, a pastu népcsoport Szúri törzséből származó vezető alapította, aki sikeres hadvezérként kiszorította a mogul dinasztia második uralkodóját, Humájunt Észak-Indiából, akit először a csauszai csatában (1539. július 26.), majd később a Bilgrámnál (1540. május 17.) futamított meg. 
Uralkodása alatt a Szúri-dinasztia tartotta ellenőrzése alatt a teljes Mogul Birodalom területeit a mai Pakisztán nyugati határától a keleti Bengáliáig, a mai Bangladesig. A mogulok visszavonultak Indiából Perzsiába, amíg Észak-Indiában a Szúri Birodalom formálódott. 
A szúrik majdnem 17 éves uralkodása alatt az indiai szubkontinens régióiban jelentős gazdasági fejlődés következett be, köszönhetően a dinasztia által kialakított közigazgatási reformoknak. Szabályozott közjogi kapcsolat jött létre az alattvalók és az uralkodó között, minimálisra csökkentve ezzel a korrupció és az elnyomás lehetőségét. 
Uralmuk Humájun visszatértével fejeződött be, amikor 1555-ben a szirhindi csatában Szikander Szúri vereséget szenvedett a mogul csapatoktól, és elkezdődhetett a  Mogul Birodalom restaurációja. 
Ma, a szúri része a pastu törzsi rendszernek, és a ghilzai alcsoport része.